# Alphonse Dain
Alphonse Dain (ur. 3 kwietnia 1896 w Chavignon, zm. 10 lipca 1964 w Paryżu) – francuski bizantynolog, specjalista od kodykologii.
Był wykładowcą w École pratique des hautes études, Institut Catholique w Paryżu. W latach 1949–1962 był sekretarzem generalnym Association Internationale des Études Byzantines. Zajmował się paleografią i kodykologią grecką doby bizantyńskiej.

## Wybrane publikacje
- Les manuscrits d’Onésandros (1930);
- Inscriptions grecques du Musée du Louvre. Les textes inédits (1933);
- La tradition du texte d’Héron de Byzance (1933);
- Leonis VI Sapientis Problemata (1935);
- Inscriptions grecques du Musée du Bardo (1936);
- La „Tactique” de Nicéphore Ouranos (1937);
- Sylloge Tacticorum quæ olim „inedita Leonis tactica” dicebatur (1938);
- Anthologie grecque, vol. 4 et 7 (1938, 1957) (en collaboration avec P. Waltz, A.-M. Desrousseaux et G. Soury);
- Le „Corpus perditum” (1939);
- La collection florentine des tacticiens grecs (1940);
- Leçon sur la stylistique grecque (1941);
- „Extrait Tactique” tiré de Léon VI le Sage (1942);
- Naumachica, partim adhuc inedita (1943);
- Les „Novelles” de Léon VI le Sage (1944) (en collaboration avec P. Noailles);
- Leçon sur la métrique grecque (1944);
- Histoire du texte d’Élien le Tacticien, des origines à la fin du Moyen Âge (1946) (thèse de doctorat);
- Les manuscrits (1949);
- Les types de phrase en grec (1952);
- Grammaire grecque (1952) (en collaboration avec J. de Foucault et P. Poulain);
- Le „Philétæros” attribué à Hérodien (1954);
- Tragédies de Sophocle, I: Les Trachiniennes. Antigone (1955) ; II: Ajax. Œdipe Roi. Électre (1958) ; III: Philoctète. Œdipe à Colone (1960);
- Précis de morphologie grecque (1957) (en collaboration avec J. de Foucault et P. Poulain);
- Traité de métrique grecque (1965);
- Le „Poliorcétique” d’Énée le Tacticien (1967).